# The Sounds of India
Albums de Ravi Shankar
West Meets East, Volume 2 (avec Yehudi Menuhin)
(1968) In New York
(1968)
The Sounds of India est un album de Ravi Shankar, sorti en 1968.

## L'album
Il fait partie des 1001 albums qu'il faut avoir écoutés dans sa vie. 

### Titres
Tous les titres sont de Ravi Shankar.
1. An Introduction to Indian Music (4:13)
2. Dádrá (10:30)
3. Máru-Bihág (11:44)
4. Bhimpalási (12:13)
5. Sindhi-Bhairavi (15:00)

### Musiciens
- Ravi Shankar : sitar
- Chatur Lal : tabla
- N. C. Mullick : Tanpura